# Radio Dolomiti
Radio Dolomiti è un'emittente radiofonica privata italiana con sede a Trento.

## Storia

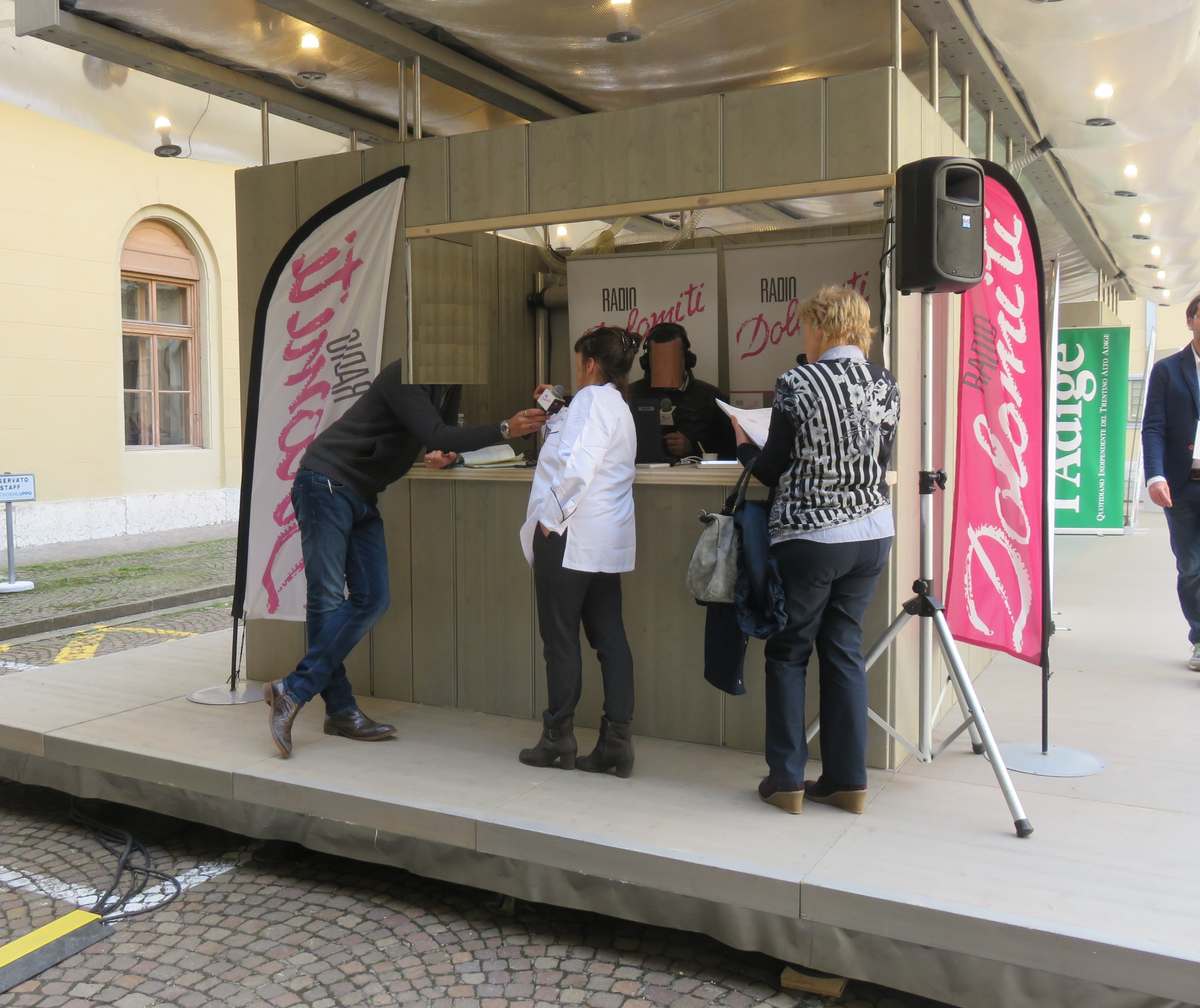
Postazione di Radio Dolomiti presso Artingegna 2018, a Rovereto, negli spazi di Progetto Manifattura

Nata il 24 dicembre del 1975, è stata la prima radio privata del Trentino, quando ancora queste si chiamavano "radio libere". 
Tra il 2000 e il 2001 cambia la proprietà: l'editore Angelo De Tisi passa il testimone alla società editoriale che gestisce anche il quotidiano L'Adige.
Nel 2018 Radio Dolomiti viene acquisita, assieme al quotidiano l'Adige, dal gruppo editoriale Athesia di Bolzano.
È la radio ufficiale della Trentino Volley.

## Dati
Oggi questa radio si può ascoltare anche oltre i confini della Provincia autonoma di Trento: è infatti raggiungibile in Alto Adige-Südtirol, in parte del Veneto e della Lombardia, nella zona del Lago di Garda, e persino nei dintorni di Innsbruck, nella parte austriaca del Tirolo.
Nel Trentino, durante l'anno 2013, è risultata prima per indici di ascolto come radio privata non a diffusione nazionale.
Il palinsesto propone un mix di parlato e musica, informazione e intrattenimento.